# T.I.M.E.B.O.M.B.
"T.I.M.E.B.O.M.B." är  en låt av det svenska garagerockbandet The (International) Noise Conspiracy från 1999. Låten utgavs även som singel samma år på Carcrash Records och inkluderas också, liksom b-sidan "Do U Know My Name?", på samlingsalbumet The First Conspiracy (1999).

## Låtlista
A
1. "T.I.M.E.B.O.M.B." - 3:37

B
1. "Do U Know My Name?" - 2:11

### Fotnoter
1. ↑  ”T.I.M.E.B.O.M.B.”. Discogs.com. http://www.discogs.com/International-Noise-Conspiracy-TIMEBOMB/release/497106. Läst 19 april 2012.